# 599 Luisa
599 Luisa eller 1906 UJ är en asteroid i huvudbältet, som upptäcktes 25 april 1906 av den amerikanske astronomen Joel Hastings Metcalf i Taunton. Ursprunget till asteroidens namn, är okänt.
Asteroiden har en diameter på ungefär 70 kilometer och den tillhör asteroidgruppen Postrema.